# Marburgi Egyetem
A Marburgi Egyetem (németül Philipps-Universität Marburg) egy állami német egyetem Marburgban, Hessen tartományban.

## Leírása

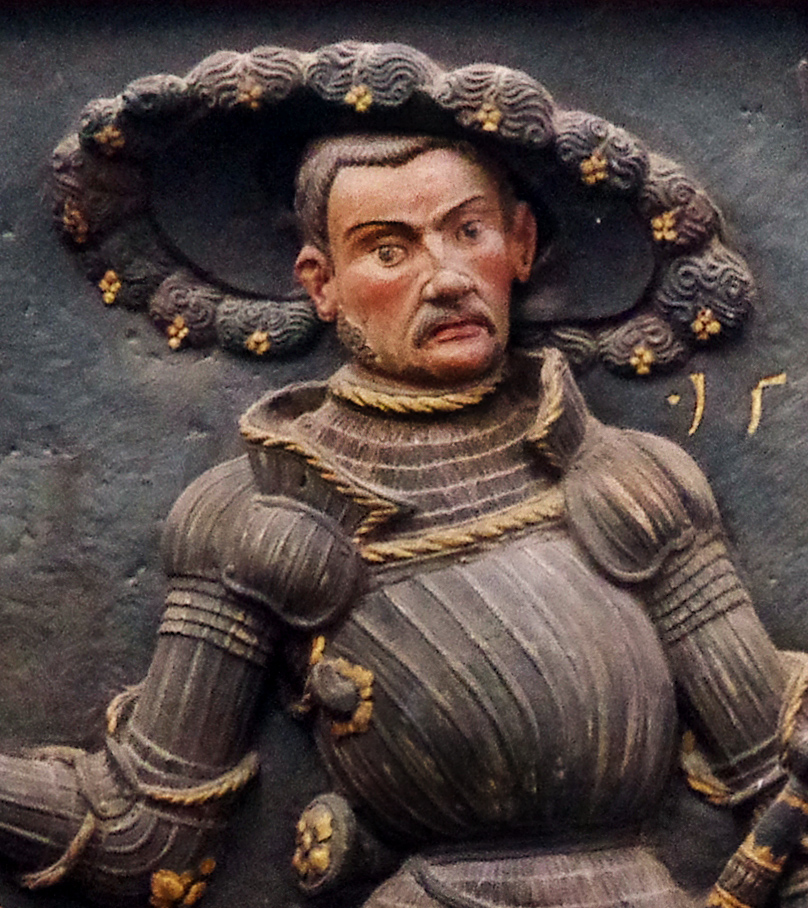
Nagyképű Fülöp birodalmi gróf kőből faragott domborműve, az ún. „Philippstein“ 1542-ből

I. Hesseni Fülöp alapította 1527-ben, az intézmény nevét is róla kapta, alapító rektorát is ő nevezte ki Johannes Ferrarius személyében. 1594 júliusában Johannes Goddaeus (1578-ban még ottani joghallgató) elfogadta a rendes professzori kinevezését Marburgba, s 1605-ben már az egyetem rektora volt. Ez az első és legrégebbi protestáns egyetem.

## Adatok az egyetemről
Jelenleg körülbelül 26 000 diákja és 4600 alkalmazottja van. Emiatt Marburg, a kevesebb mint 80 000 lakosú város, egyetemi városnak (Universitätsstadt) számít.
1609-ben az egyetem Johannes Hartmannt választotta meg a világ első kémia tanszéke professzorának.
Orvosi kara az egyik legrangosabb Németországban.

### Nobel-díjasok
1901–2011 között 11, az egyetemhez köthető személy kapott Nobel-díjat:
- 1901: Emil von Behring (orvosi)
- 1909: Karl Ferdinand Braun (fizikai)
- 1910: Albrecht Kossel (orvosi)
- 1930: Hans Fischer (kémiai)
- 1936: Otto Loewi (orvosi)
- 1939: Adolf Butenandt (kémiai)
- 1944: Otto Hahn (kémiai)
- 1958: Borisz Paszternak (irodalmi)
- 1963: Karl Ziegler (kémiai)
- 1979: Georg Wittig (kémiai)
- 2011: Jules Hoffmann (orvosi)

## Fordítás
Ez a szócikk részben vagy egészben  az   Università di Marburgo című olasz Wikipédia-szócikk ezen változatának fordításán alapul.  Az eredeti cikk szerkesztőit annak laptörténete sorolja fel. Ez a jelzés csupán a megfogalmazás eredetét és a szerzői jogokat jelzi, nem szolgál a cikkben szereplő információk forrásmegjelöléseként.

## Galéria

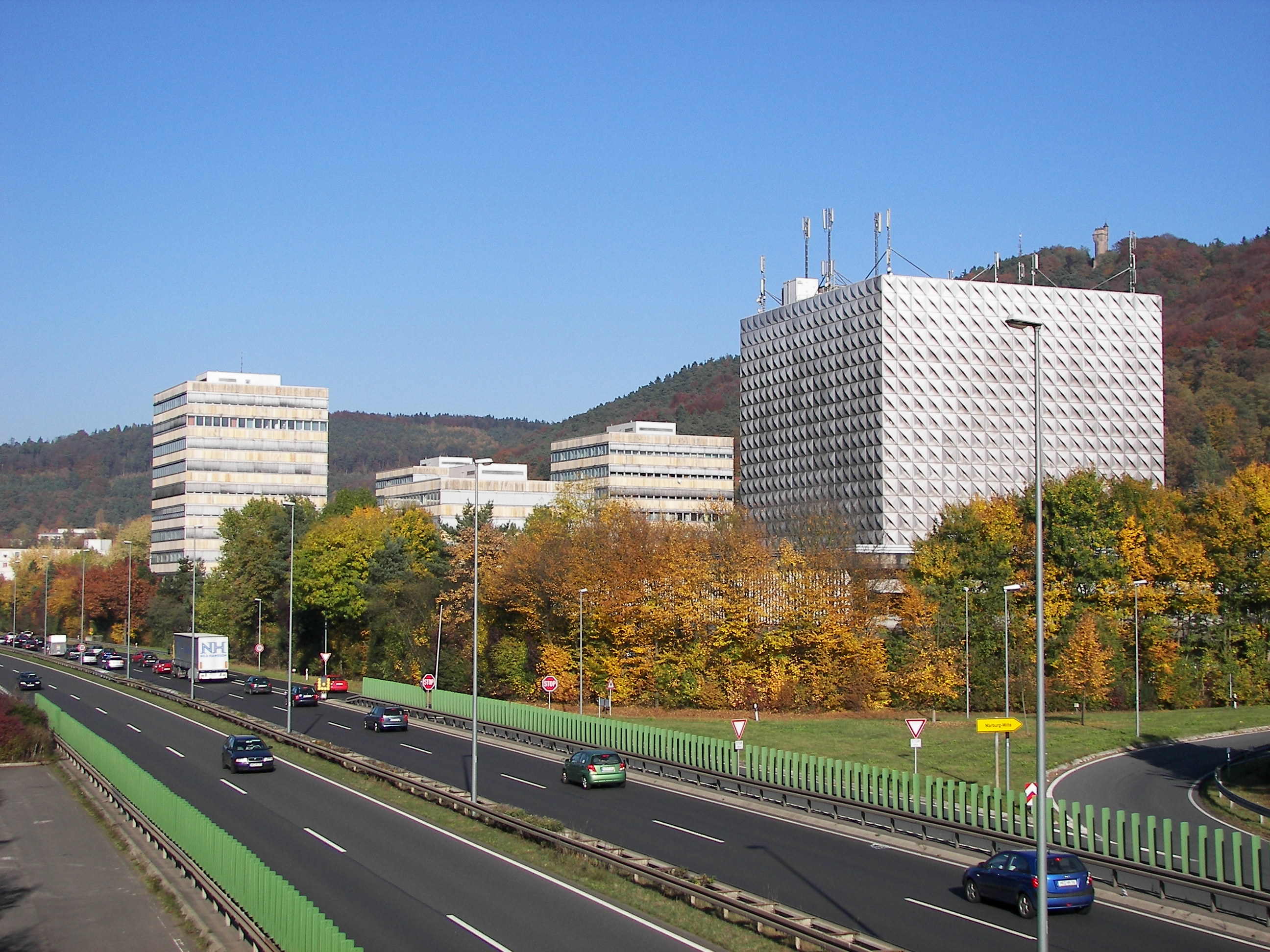
A Társadalomtudományi Tanszék és az Egyetemi Könyvtár
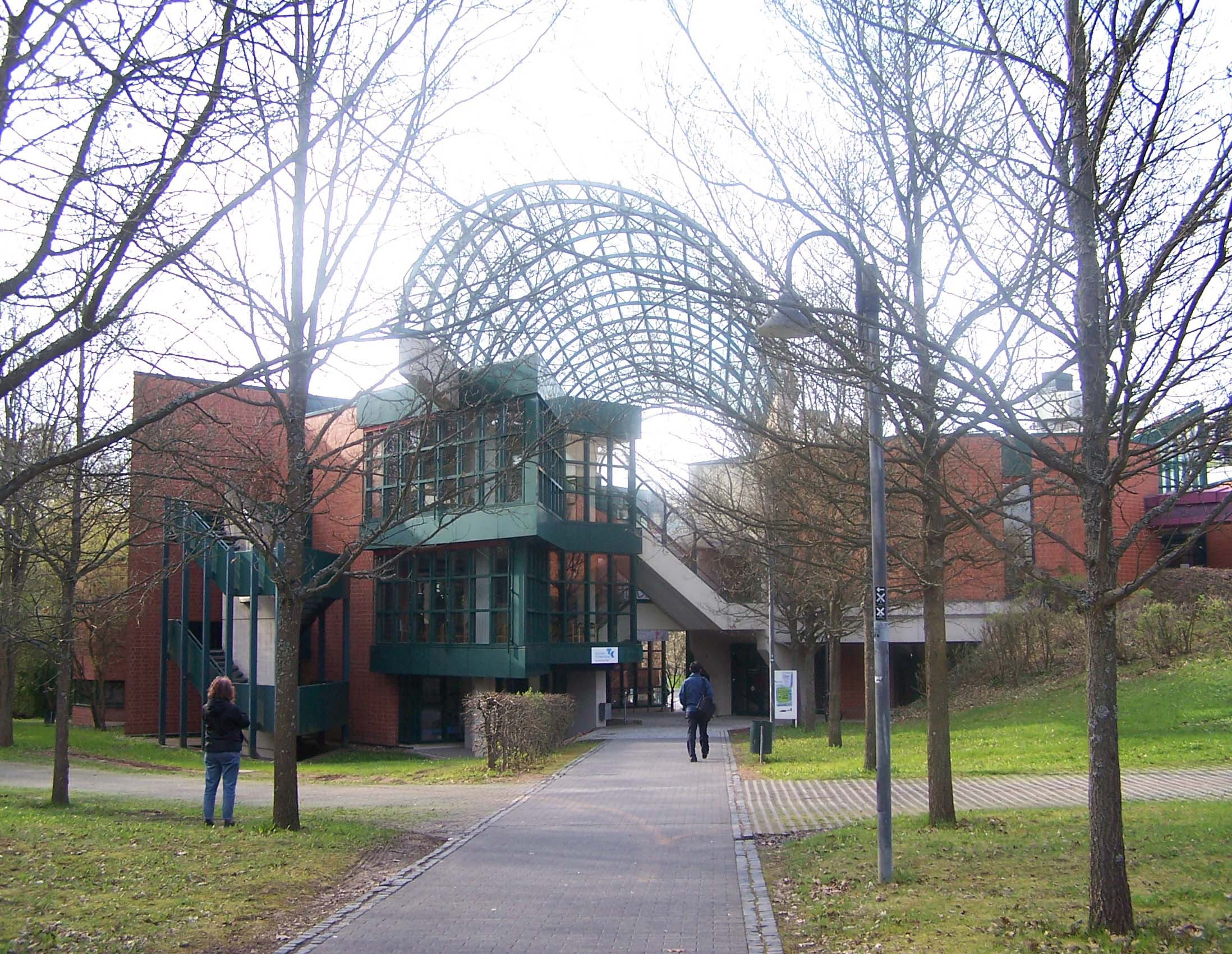
Menza a Lahnbergenen
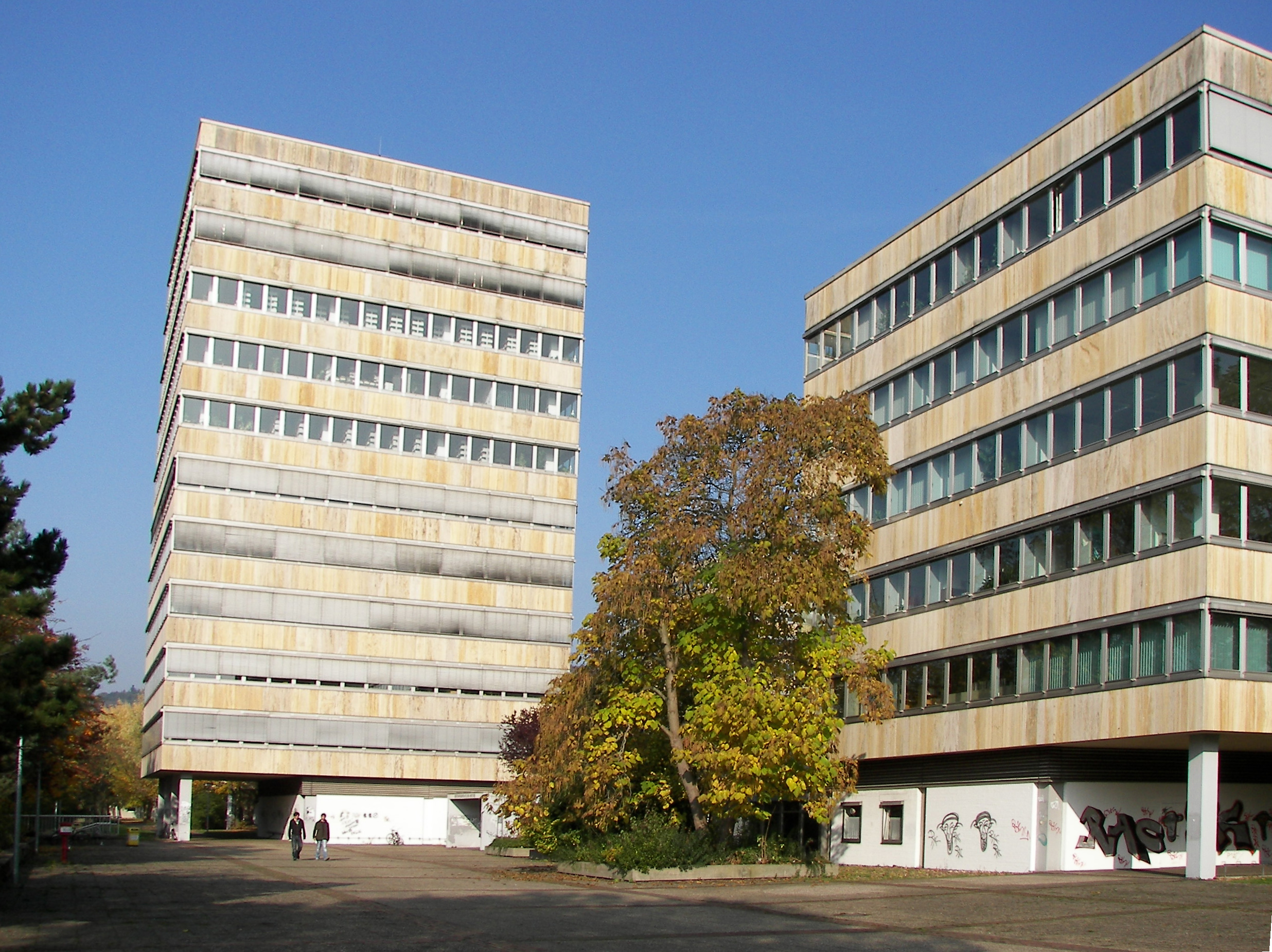
Társadalomtudományi Tanszék (Philfak)
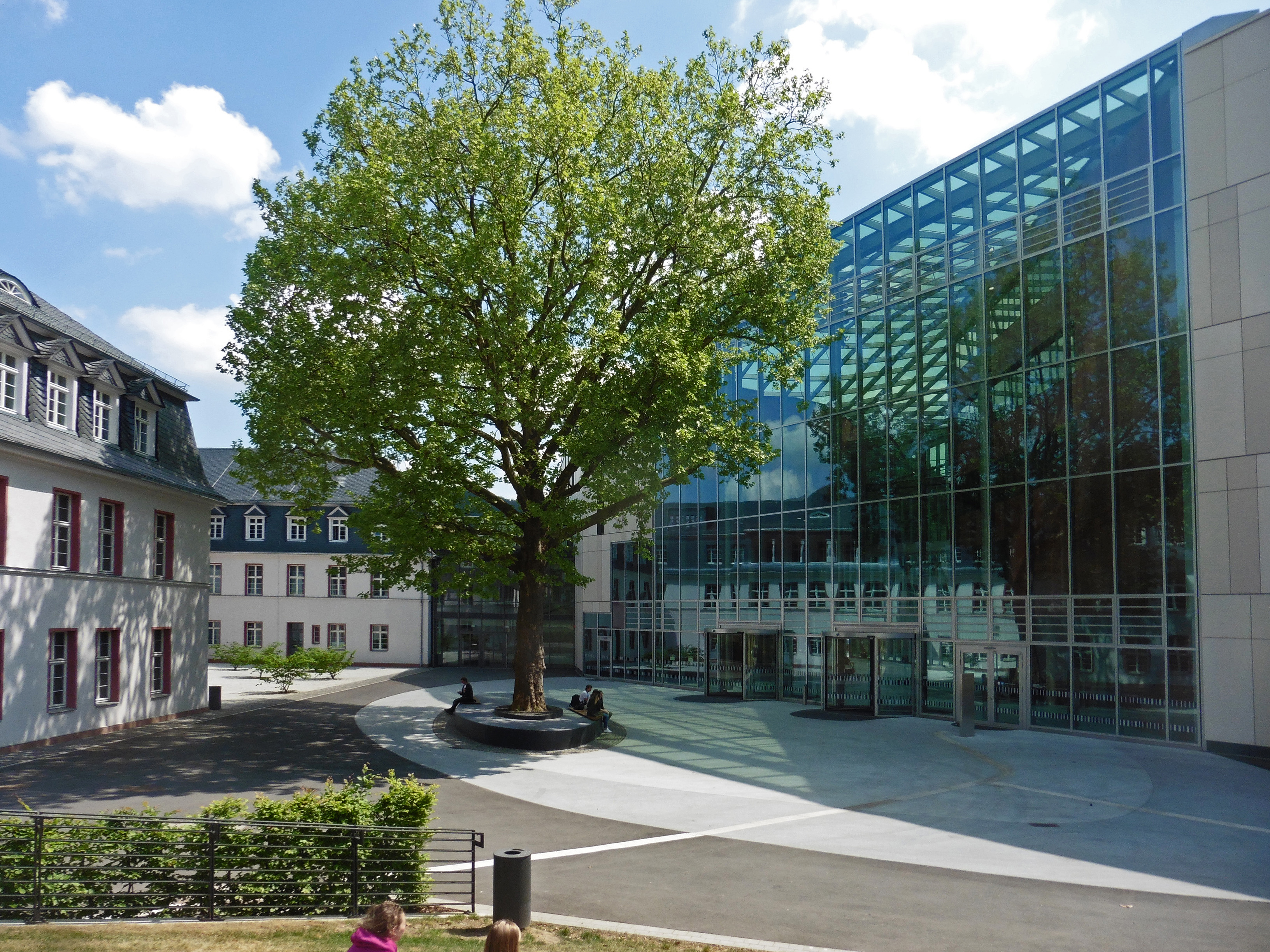
Az egyetemi könyvtár
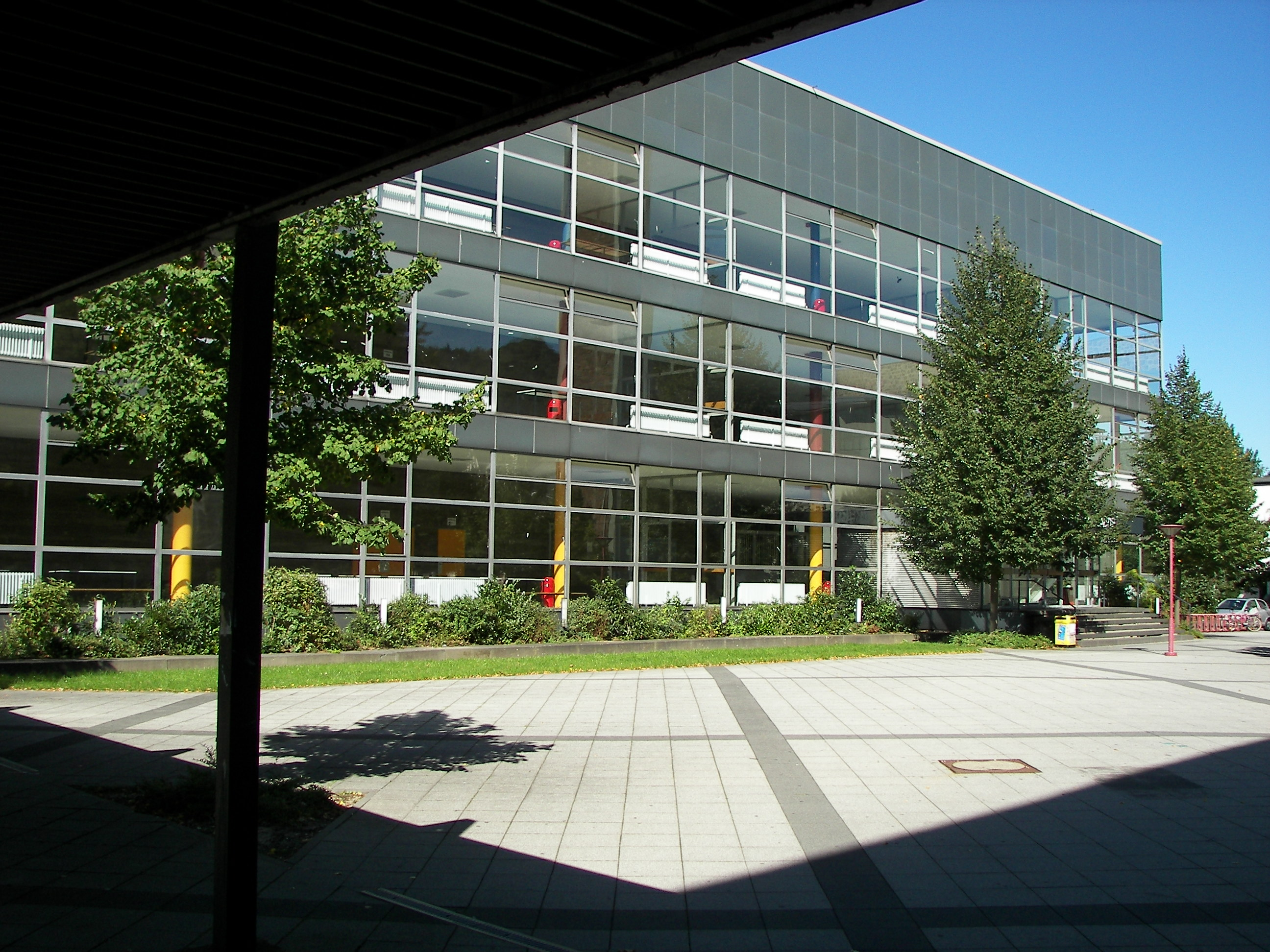
Az előadótermek épülete
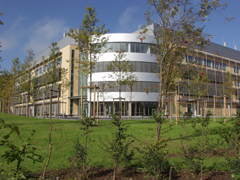
A biomedicinális fejlesztőközpont
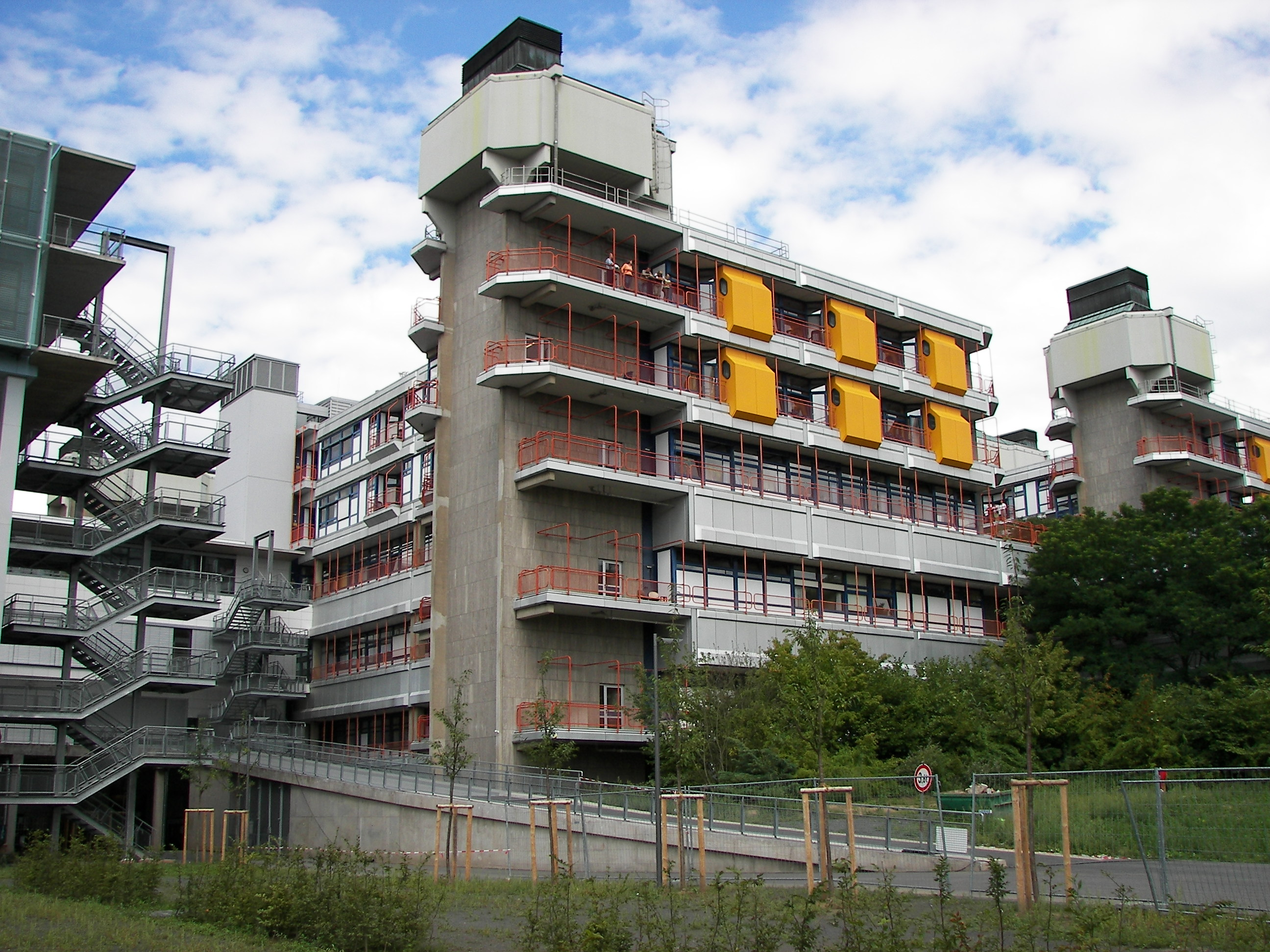
A marburgi klinika (privatizált)
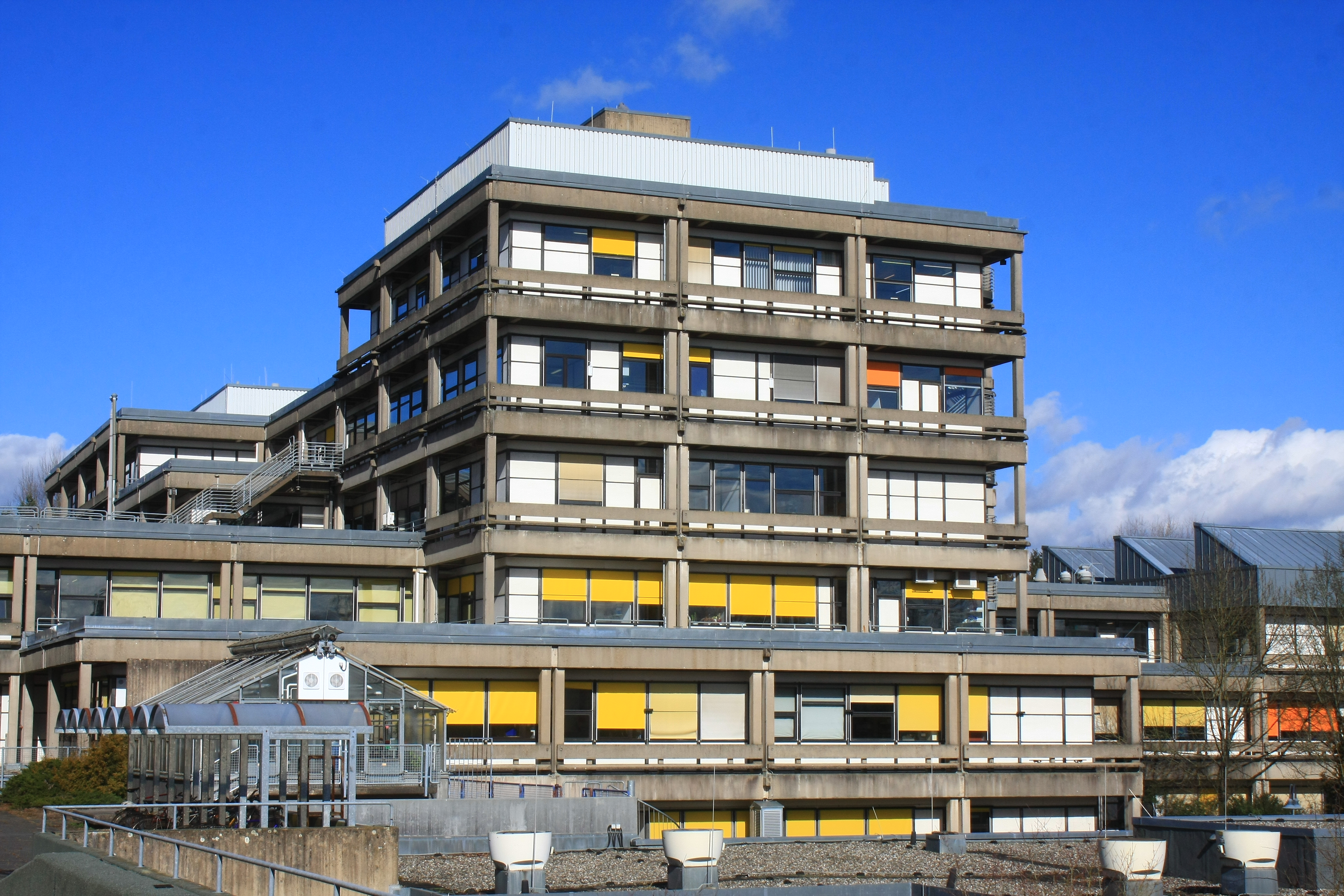
Marburgi építészeti stiluspélda a 17-es Biológia részleg